# Justicia brachystachya
Justicia brachystachya là một loài thực vật có hoa trong họ Ô rô. Loài này được (Nees) Baker mô tả khoa học đầu tiên.